# Geocrypta spongiosa
Geocrypta spongiosa är en tvåvingeart som beskrevs av Fedotova 1997. Geocrypta spongiosa ingår i släktet Geocrypta och familjen gallmyggor. Inga underarter finns listade i Catalogue of Life.